# Friedrich Chrysander
Karl Franz Friedrich Chrysander (Lübthenn, Mecklenburg, 8 de juliol de 1826, - Bergedorf, Hamburg, 3 de setembre de 1901) fou un historiador musical alemany, crític, editor i un pioner de la musicologia del segle xix. És conegut per l'edició dels treballs de Georg Friedrich Händel.

## Biografia
Fill d'un moliner, va començar a treballar com a tutor privat en Rostock, i més tard va ensenyar a Doberan i Schwerin. L'interès per la música va fer que componguera una òpera, però ben prompte va decidir centrar-se amb la crítica i estudis acadèmics. Les seves primeres publicacions són crítiques i articles en petites revistes locals. En 1853 publica assaigs sobre l'oratori i la música popular. En 1855 es va doctorar en filosofia per la universitat de Rostock. Aleshores ja havia mostrat molt interès per Händel, del qual havia recollit material per a una biografia que tot i tenir tres volums publicats, quedaria incompleta.
En 1856 funda la "Händel-Gesellschaft" per tal de publicar la recol·lecció dels treballs de Händel, però el 1860 va col·lapsar el projecte. Tot i això Chrysander va decidir continuar i va prendre el control de la producció de l'edició des de la seva casa. Amb les vendes no tenia ingressos suficients, i va prendre la direcció del "Allgemeine musikalische Zeitung" i altres treballs editorials com el "Jahrbuch für musikalische Wissenschaft", una important col·lecció d'assaigs, sent un pioner de la crítica musical. A pesar d'obtindre alguns finançaments no va poder acabar l'edició de Händel completament, el sisè volum de la qual es va quedar sense publicar.

## Influència en elseglexix
En 1885 publica conjuntament amb Philipp Spitta i Guido Adler la revista trimestral "Vierteljahrsschrift für Musikwissenschaft", revista en la qual en el primer número es parlaria de la musicologia com a tal, i es definirien i classificarien les diferents competències de la disciplina, generant així una gran influència en els inicis d'aquesta àrea acadèmica.
Com a pioner de la musicologia va escriure assaigs d'una gran quantitat d'icones musicals (com C.P.E. Bach, J.S. Bach, Beethoven, Mozart..) i d'una ampla rama de facetes musicals (com la notació, pedagogia, teoria, música religiosa…). La seva biografia de Händel va influenciar a tota una generació d'acadèmics alemanys per la seva exhaustivitat i exactitud documental.
Tot i que la qualitat i completesa de les seves edicions ha estat en dubte, se li atribueixen al voltant de 100 volums d'edicions de Händel, Bach, Corelli o Carissimi, entre d'altres, el que es considera una fita remarcable per a l'època.
És conegut també per redescobrir l'autògraf de la Missa de J.S. Bach en Si Menor.